# Jack Mossel
Jacob (Jack) Mossel (Amsterdam, 2 maart1908 – Auschwitz, 28 februari 1943) was een Nederlands saxofonist (tenorsaxofoon) en zanger.
Hij was zoon van Rebecca Polak en Salomon Mossel. Hijzelf trouwde in 1930 met Klaartje Muller. Ze kregen twee dochters.
Volgens zijn militaire keuring in 1927 was hij violist, zijn opleiding bestond uit zes jaar lagere school. Mossels naam  komt in 1931 naar voren als saxofonist in het zeskoppige jazzensemble van Charles Hoeck. Hoeck dirigeerde en speelde viool en saxofoon, Marius de Siebenthal (altsaxofoon, klarinet, cello, contrabas en trompet), Baby Alter (drumstel, zang), Rens van Arem (trompet en cello) en Max Busch (piano en accordeon) completeerden de zes.
Erg lang heeft dat niet geduurd, want een jaar later is hij zanger bij het orkestje KRO-Boys van Piet Lustenhouwer, verbonden aan de Katholieke Radio Omroep. Hij speelde ook in het KRO-trio en KRO-sextet. Met Lustenhouwer kreeg hij enige bekendheid met het lied Het lied is uit. Na 1936 komt zijn naam niet meer voor bij die orkesten. Sindsdien woonde hij ook in Amsterdam met een laatst bekend adres aan de Joseph Israëlskade 99. In de periode tot 1940 speelde hij nog bij andere bandjes binnen de lichte muziek, zoals een combo met Nevil Bishop en Martin Roman.
Tijdens de Tweede Wereldoorlog zullen zijn verdiensten zijn teruggelopen vanwege de gedwongen arisering onder het nazi-regime. Die arisering had tot gevolg dat het echtpaar kwam te wonen aan de Tooropkade; de naam Joseph Israëls had een Joodse inslag en dat mocht toen niet. De eerste keer dat hij vervolgens genoemd werd, was op 31 oktober 1942, hij werd samen met zijn vrouw opgepakt op het Amstelstation in het bezit van valse persoonsbewijzen en geen dragers van de verplichte jodenster.
In 2025 kwam zijn naam voor op een lijst van Joodse musici die al dan niet in de tijd van opkomende antisemitisme in de jaren dertig bij de KRO werden ontslagen of vertrokken. Het programma Pointer besteedde er toen aandacht aan.
Jacob en zijn echtgenote (beiden via Kamp Westerbork), ouders en zus Alida werden allen omgebracht in Auschwitz. De twee dochters wisten via onderduiken de oorlog te overleven en leefden tot in de 21e eeuw.